# Protestele politice din Peru 2022–2023
Protestele politice din Peru din 2022–2023 corespund unei serii de demonstrații împotriva guvernului Dinei Boluarte și a Congresului din Peru convocate de susținătorii președintelui demis din Peru, Pedro Castillo, organizate de organizații sociale. și popoarele indigene care au simțit că s-au confruntat cu privarea de drepturi politice, în special din partea de stânga politică până la extrema stângă.
Castillo a fost înlăturat după demiterea sa de către Congres și arestat pentru că a anunțat dizolvarea Congresului, intervenția aparatului de stat și instituirea unui „guvern de urgență”, care a fost caracterizat ca o tentativă de auto-lovitură de stat. Printre principalele revendicări ale manifestanților se numără dizolvarea Congresului, demisia actualului președinte Dina Boluarte, noi alegeri generale, eliberarea lui Castillo și instalarea unei adunări constituante. De asemenea, s-a raportat că unii dintre protestatari trecut la insurgență.